# Mary Acworth Evershed
Mary Acworth Evershed (apellido de soltera Orr; Plymouth Hoe, 1 de enero de 1867, Devon - Ewhurst, Surrey, 25 de octubre de 1949) fue una astrónoma y académica británica. Su trabajo sobre Dante Alighieri fue escrito bajo el seudónimo de M.A. Orr.  

## Primeros años
Mary Acworth Orr nació el 1 de enero de 1867, hija de Lucy Acworth y Andrew Orr. Su padre era oficial de la Artillería Real. Mary creció en Wimborne y South Stoke en Somerset.
Cuando tenía 20 años, Orr viajó al extranjero con sus hermanas, y cuando estuvo en Florencia (1888–1890) comenzó a estudiar las obras de Dante, lo que le llevó a su interés de por vida en las referencias astronómicas en los poemas de Dante.

## Carrera astronómica
En 1890, Orr se mudó con su familia a Australia. Descubrió que no había una buena guía para las estrellas del sur, por lo que preparó Una guía fácil para las estrellas del sur, con el apoyo de John Tebbutt, el astrónomo líder de Australia en ese momento. 
En 1895, regresó a Inglaterra y se unió a la Asociación Astronómica Británica, que en ese momento disfrutaba de la membresía de muchas mujeres intelectuales excluidas de la (entonces) Real Sociedad Astronómica, completamente masculina. Durante este tiempo, se hizo amiga de Agnes Clerke y Annie Scott Dill Maunder, ambas notables por sus contribuciones a la astronomía histórica.
Orr conoció al astrónomo británico John Evershed cuando ambos participaban en una expedición para ver un eclipse solar total en Noruega en 1896. Los dos se casaron en 1906. Hasta este momento, Evershed había trabajado como químico industrial, con la física solar como un pasatiempo, pero en 1906 se le ofreció un puesto como astrónomo asistente en el Observatorio Kodaikanal en la India. Mary y John se mudaron a Kodaikanal (visitando lugares astronómicos notables en los Estados Unidos en el camino) para permitirle ocupar el cargo en 1907. Mientras estuvo en India, Mary recolectó plantas de la región, que finalmente se depositaron en el herbario del Museo Británico.
A lo largo de su vida, Evershed viajó para ver numerosos eclipses solares, entre ellos a Noruega en 1896, a Argel en 1900, a Australia occidental en 1922, a Yorkshire en 1927 y a Grecia/Mar Egeo en 1936. Dirigió la Sección Histórica de la Asociación Astronómica Británica desde 1930 hasta 1944.

## Beca Dante
Evershed también estaba muy interesada en la poesía, y aunque le encantaba la obra de Dante, estaba preocupada por su cosmografía. Su libro de 1914, Dante y los primeros astrónomos, ayudó a aclarar la ciencia de Dante, tan precisa como se le puede dar al conocimiento existente.

## Premios
- 1924 - Beca de la Real Sociedad Astronómica.